# قلعه بست

قلعهٔ بست بر روی یک اسکناس

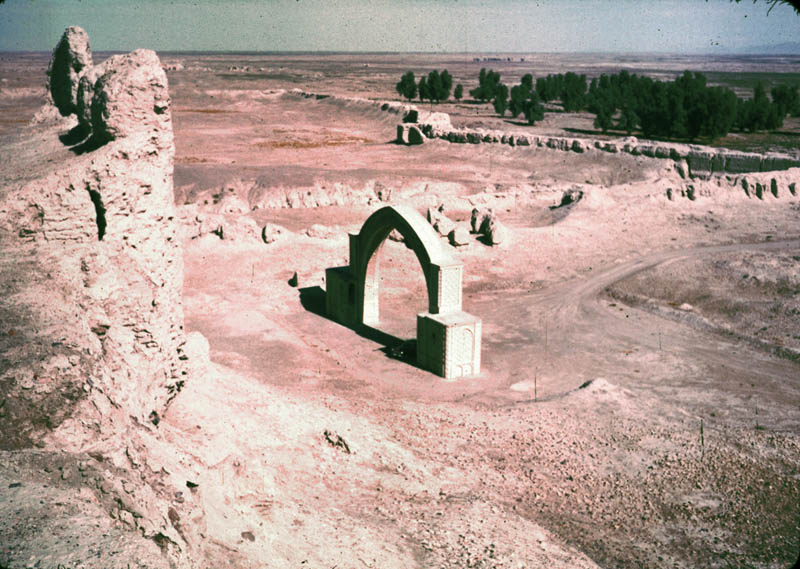
طاق غوری قلعهٔ بست

قلعهٔ بُست یک قلعهٔ باستانی در منطقهٔ بُست در استان هلمندِ افغانستان است. در محل تلاقی دو رود معروف افغانستان هیرمند و ارغنداب قلعهٔ بسیار بزرگی ساخته شده که از بالای آن تمام شهر لشکرگاه دیده می‌شود و شهرت بسیاری دارد.
مقامات اطلاعاتی و فرهنگی استان هلمند می‌گویند که این قلعه قبل از ظهور اسلام ساخته شده است. آن‌ها می‌گویند مورخان در مورد آن نظرات متفاوتی دارند و برخی گفته‌اند این قلعه قبل از ظهور مسیحیت ساخته شده است. وقتی به قلعه برگردیم متوجه می‌شویم که در این قلعه ساخت‌و‌سازهای ماهرانه زیادی وجود دارد و مردم آن زمان در ساختن آجر و فرآیندهای تولید مهارت داشتند. با مطالعهٔ صفحات تاریخ هلمند باستان معلوم می‌شود که بست (لشکرگاه) در آن زمان یک مکان مشهور و استراتژیک بوده است که مناطقی از ایران، هند، چین و برخی کشورهای عربی تجارت خود را از این مسیر انجام می‌دادند. در آن زمان باغ‌های تجاری، کاروانسراها و بازارهای بزرگ زیادی در بُست ساخته شد و مردم از سایر نقاط اطراف برای کار و زندگی به این منطقه می‌آمدند. اما به دلیل جنگ‌هایی که در بین پادشاهان رایج شده بود، قلعه مورد حمله غارتگران قرار گرفت.  بعدها بار دیگر در زمان انوشیروان دادگر و سپس در زمان سلطان محمود غزنوی و پسرش به آن توجه بیشتری شد. محمود غزنوی بست را به عنوان یکی از شهرهای مهم خود دوست داشت و برای بازسازی بست تلاش زیادی کرد. مسئولان اطلاعات و فرهنگ استان هلمند می گویند که ادارهٔ مذکور و مسئولان دولتی این ولایت شبانه‌روز تلاش می‌کنند تا به اماکن تاریخی این ولایت که از آثار گذشتگان و زمان‌های گذشته می‌باشد آسیبی وارد نشود.
محمدشریف می‌گوید از تاریخچهٔ بست مشخص می‌شود که بست در طول تاریخ خود تغییرات زیادی را به خود دیده است، پس از اسکندر مقدونی، پس از چنگیزخان، روزهای بسیار بدی را هم به دست تیمور و علاءالدین جهان‌سوز به خود دیده است، اما همچنان پایدار است.